# Radioso maggio

La folla accalcata attorno al monumento ai Mille di Quarto il 5 maggio 1915, durante l'orazione interventista di Gabriele D'Annunzio

Il Radioso maggio fu il periodo subito precedente l'entrata dell'Italia nella prima guerra mondiale, corrispondente al mese di maggio 1915. Durante tale periodo, si susseguirono in tutto il paese manifestazioni e scioperi che vedevano contrapposti due schieramenti: gli "interventisti" da una parte, che premevano per l'ingresso dell'Italia in guerra, e i "neutralisti" dall'altra, che al contrario speravano di tenere fuori il Paese dal conflitto. Questo periodo fu definito enfaticamente dai sostenitori dell'intervento come «radiose giornate» di maggio, mentre furono ribattezzate dagli oppositori come «sud americane giornate di maggio», per accentuare il carattere facinoroso e intimidatorio che ebbero gli interventisti.
Nonostante la diatriba tra i due schieramenti durasse ormai da quasi un anno, solo nel mese di maggio si ebbe una vera e propria escalation di avvenimenti che portarono in piena luce le contrapposte dinamiche delle forze popolari che si erano affermate in Italia durante il periodo di neutralità. A innescare gli eventi fu la crisi politica esplosa il 9 maggio 1915, giorno in cui Giovanni Giolitti si recò a Roma per prendere le redini della maggioranza parlamentare neutralista, cosa che imbaldanzì i deputati del medesimo orientamento, che erano la maggioranza, e scompaginò i piani dell'allora presidente del Consiglio Antonio Salandra e del re Vittorio Emanuele, gettando nello sconcerto le file degli interventisti. Salandra, convinto interventista, si era già legato con le forze dell'Intesa con un patto segreto che obbligava l'Italia a intervenire in guerra entro un mese dalla firma del patto stesso, ma Giolitti, che aveva la fiducia della maggioranza dei deputati della Camera, aveva tecnicamente anche il potere di revocare il patto. Solo l'imponente campagna editoriale e propagandistica, spinta dagli interessi economici di alcune grandi imprese interessate alle commesse militari, dai movimenti nazionalistici e dalla maggior parte della élite intellettuale della nazione, poté sovvertire il volere della maggioranza neutralista italiana, consentendo al governo Salandra di ratificare il patto e dare inizio il 24 maggio all'avventura bellica dell'Italia nella prima guerra mondiale.
Il maggio 1915 è considerato uno dei momenti più importanti della storia italiana, sia perché in quel mese vi fu l'ingresso in guerra, sia perché la storiografia individua in questo nodo storico una svolta nella lotta politica del paese, dove la violenza caratterizzò la deriva politica, antidemocratica e antiparlamentare portata avanti dalla destra, che avrebbe profondamente determinato il corso successivo degli eventi. In quelle settimane la piazza - luogo in cui la sinistra aveva solitamente ampio campo - divenne scena per le manifestazioni della destra nazionalista, la quale prese campo con lo scatenamento di istinti aggressivi in contrapposizione a un presunto nemico interno indicato in tutti coloro che si opponevano alla guerra. Violente manifestazioni interventiste si scatenarono in tutto il paese, espressione di una tensione febbrile che sembrava simile a quella che ad agosto 1914 aveva caratterizzato l'intervento in guerra degli altri paesi europei, ma con significative differenze: l'interventismo italiano era minoritario nella popolazione e l'ingresso in guerra non fu espressione di quella unità nazionale che unì le forze politiche nei vari paesi europei (la cosiddetta "unione sacra"), ma «una costruzione forzosa in direzione di un progetto eversivo mirante a sovvertire l'ordine esistente per una "più grande Italia"». Come scrisse lo storico Antonio Gibelli: «[...] si può discutere se l'azione eversiva dei nazionalisti possa considerarsi un "colpo di Stato", come i neutralisti lo definirono: se da un punto di vista formale nella decisione la legalità fu mantenuta, nondimeno essa portava già chiarissima l'impronta di una sconfitta del sistema parlamentare in quanto tale ed era una prova fatale della sua fragilità».

## Premesse
Allo scoppio della prima guerra mondiale il governo italiano si dichiarò neutrale, nonostante fosse legato ufficialmente agli Imperi centrali dal trattato della "Triplice alleanza"; dal quel momento in poi all'interno del paese si andarono a formare due diversi correnti politiche: da una parte coloro che erano a favore dell'entrata in guerra e dall'altra coloro che, al contrario, volevano tenere fuori il Paese dal conflitto. I neutralisti apparivano più numerosi degli interventisti, anche e soprattutto se misurati guardando le correnti politiche orientate verso il neutralismo.
Originariamente i neutralisti erano suddivisi tra conservatori, liberali giolittiani, socialisti e cattolici, ma durante la crisi di governo del maggio 1915 si ridussero di numero e a sostenere le ragioni del neutralismo rimasero solo i socialisti e i liberali, per poi ridursi al solo partito socialista quando fu chiaro che l'Italia sarebbe entrata in guerra.
I conservatori furono i primi a cambiare orientamento quando il notabilato, la destra liberale, gli agrari e gli uomini d'ordine si resero conto che la propensione del governo era per l'ingresso nel conflitto. E anche chi tra loro avrebbe preferito il rispetto della Triplice alleanza cambiò orientamento, seppur con rammarico e a fatica. In questo contesto nacque il concetto, rappresentato da Salandra stesso, di "sacro egoismo", ossia la volontà di ragionare per termini di mero calcolo politico, entrando in guerra nel momento più opportuno e in base ai compensi territoriali che si sarebbero potuti guadagnare. Come scrissero gli storici Isnenghi e Rochat: «Questa neutralità non ebbe nessun ideale, i conservatori stettero a guardare ragionando in termini di convenienza e, alla fine, si schierarono a favore dell'intervento a fianco dell'Intesa».
I cattolici, dal canto loro, ribadirono fin da subito la loro propensione alla pace e allo spirito umanitario, nonostante la tradizionale simpatia per l'Austria-Ungheria quale baluardo della conservazione e paese fervente cattolico. Condizionati dalle decisioni del governo, i cattolici si dimostrarono tuttavia pronti ad appoggiare il nazionalismo e gli uomini d'ordine, e anche nei loro ambienti si assistette a una lenta conversione verso la guerra.
Un fattore decisivo per quanto accadde in Italia in quei dieci mesi fu indubbiamente lo scollamento e l'indecisione delle due correnti neutraliste più forti, i socialisti e la classe liberale. I primi, i più numerosi, in maggior parte sarebbero rimasti ostili alla guerra, ma dal gruppo si avviò fin da subito una sorta di "diaspora", che portò molti socialisti ad appoggiare il richiamo nazionale andando a gremire le file interventiste. Caratteristica in questo senso fu l'attività del deputato socialista trentino Cesare Battisti, che percorse tutta l'Italia per convincere i suoi compatrioti che «l'ora di Trento è suonata» e che il socialismo non potesse ignorare le radici nazionali e le ragioni dell'appartenenza nazionale. Tuttavia, la vicenda forse più rappresentativa delle divisioni interne ai socialisti fu la fuoriuscita del direttore dell'Avanti! Benito Mussolini, prima dal giornale e poi dal partito stesso. Il 10 novembre Mussolini dichiarò che «il vecchio anti-patriottismo è tramontato» e cinque giorni dopo, sul primo numero de Il Popolo d'Italia, uscì il famoso pezzo Audacia, in cui Mussolini si espresse a favore della guerra. Il cambiamento di rotta di Mussolini non rimase una scelta personale, ma venne anzi condivisa dalla sezione milanese del partito e fu utilizzata dal mondo politico per evidenziare le divisioni interne ai neutralisti.

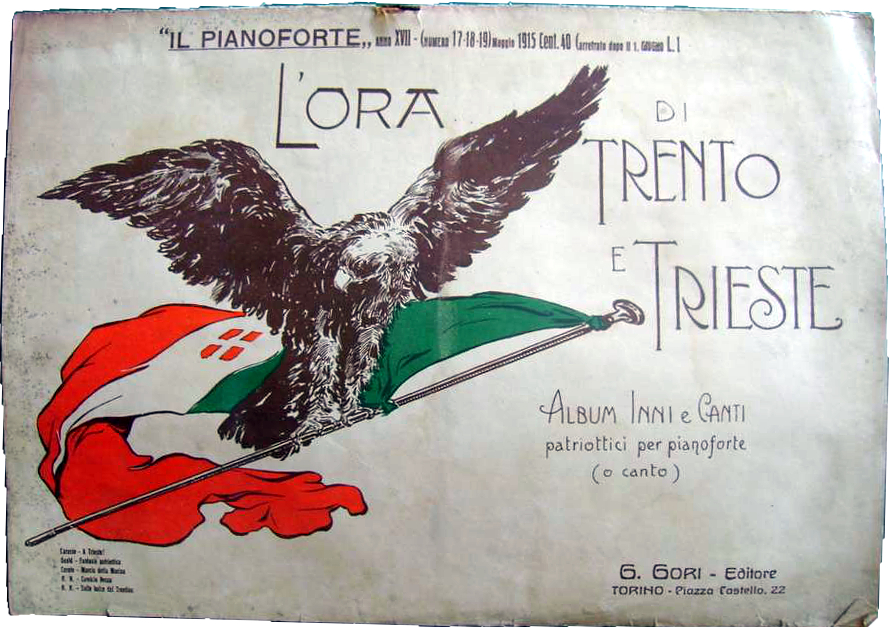
La copertina interventista del mese di maggio 1915 della rivista "Il pianoforte"

A ogni modo, il paese non si pronunciava in modo netto: la maggioranza "silenziosa" della popolazione era sostanzialmente neutralista, ma non aveva il coraggio di opporsi agli interventisti, i quali, sempre più baldanzosi e vociferosi, spadroneggiavano nelle piazze, godevano dell'appoggio dei giornali più potenti ed esercitavano una sorta di terrorismo ideologico contro cui nessuno si ribellava. Essi accusavano i pacifisti di essere gente ottusa, di corte vedute, con cui gli intellettuali e i giovani non volevano confondersi. Il fronte interventista crebbe perché al contrario delle forze neutraliste, che non trovarono mai un progetto comune per raggiungere lo scopo, gli interventisti erano spinti da motivazioni e metodi comuni tra loro, che consentirono loro di diventare una forza compatta. I fautori dell'intervento di parte progressista si rifacevano agli ideali della democrazia e della lotta contro le monarchie autocratiche e alla liberazione di Trento e Trieste. I nazionalisti parlavano di nuovi possedimenti in Dalmazia, del dominio sul mare Adriatico, del protettorato sull'Albania e di compensi coloniali. Tutti erano poi accomunati dalla paura di una perdita di prestigio politico se l'Italia fosse rimasta spettatrice passiva di una guerra dove i vincitori, quali fossero stati, non avrebbero dimenticato né perdonato e, se i vincitori fossero stati gli Imperi centrali, si sarebbero certamente vendicati della nazione che accusavano traditrice di un'alleanza trentennale. Secondo gli interventisti, questa guerra avrebbe inoltre vendicato tutte le sconfitte e le umiliazioni subite nel passato dagli Asburgo e avrebbe permesso di completare l'unità d'Italia con l'annessione delle terre irredente, che l'Intesa avrebbe assicurato all'Italia se si fosse schierata al suo fianco.

### Il ruolo della stampa

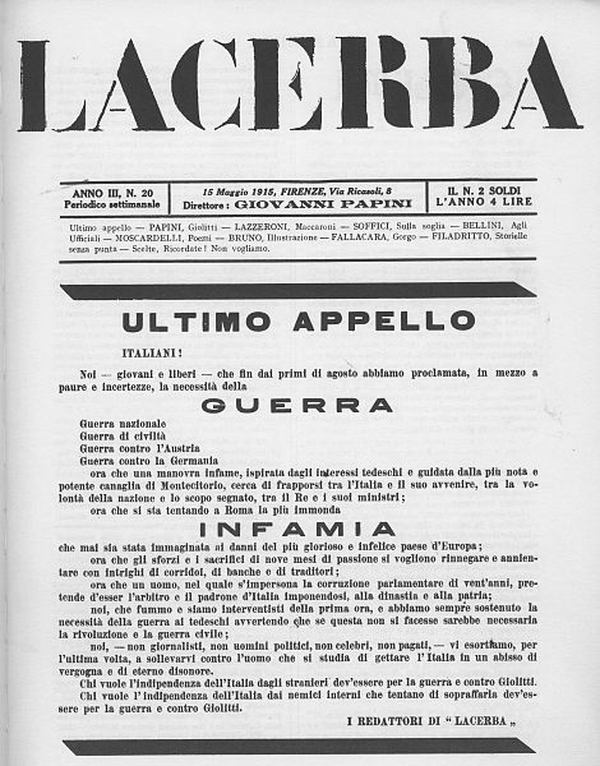
Copertina di Lacerba del 15 maggio 1915

Alla vigilia della grande guerra, i principali quotidiani di partito potevano contare su circa un milione di lettori: un numero relativamente alto, considerando l'elevato tasso di analfabetismo in Italia nel primo Novecento, che si attestava intorno al 46% della popolazione. Il mezzo stampa contribuì quale elemento fondamentale nella formazione dell'opinione pubblica delle piazze italiane durante il periodo di neutralismo, soprattutto nelle città, anche se non è possibile valutare quanto la stampa abbia effettivamente influenzato il governo. I quotidiani si "mobilitarono" subito dopo l'attentato di Sarajevo, quando in breve tempo tutti i giornali, in base al proprio orientamento politico, si schierarono a favore o contro la guerra. Mentre il Corriere della Sera e i giornali giolittiani, come La Tribuna, La Stampa e Il Resto del Carlino, accolsero la notizia dell'attentato in modo cauto, senza prendere posizione, non così si può dire dei quotidiani filo interventisti, come Il Giornale d'Italia, la Gazzetta del Popolo e Il Secolo, dove divennero celebri gli interventi irredentisti di Cesare Battisti, e dove iniziò a circolare l'idea che l'Italia avrebbe dovuto denunciare l'alleanza con le potenze centrali a favore dell'Intesa. A tal proposito Gaetano Salvemini arrivò addirittura a sospendere per un breve periodo le pubblicazioni de L'Unità con un editoriale intitolato Non abbiamo niente da dire, in cui scrisse che la vittoria delle potenze militariste di Germania e Austria-Ungheria «soffocherebbe ogni movimento democratico, e dissiperebbe anche nei paesi vinti e neutrali ogni qualunque tradizione di libertà civile».
I valori di pace e unità tra i popoli, che contraddistinguevano socialisti e cattolici, fecero sì che i quotidiani di quest'area politica si schierassero apertamente contro l'intervento e contro la guerra. Tuttavia, il neutralismo cattolico si andò via via attenuando nel corso dei mesi, mentre i socialisti dell'Avanti! iniziarono fin da subito la loro campagna neutralista, che durò fino alla vigilia del conflitto, mantenendo un atteggiamento contrario alla guerra per molto più tempo rispetto alle loro controparti in Europa; queste ultime, in nome dell'unità nazionale, assunsero fin da subito un atteggiamento patriottico, avvicinando il loro elettorato alle necessità nazionali. Il giornale diretto da Mussolini, assieme ai dirigenti della CGdl e dell'USI, nell'agosto 1914 dichiarò addirittura che, in caso di sconfitta dei neutralisti, il proletariato sarebbe stato indisponibile alla guerra e avrebbe proclamato lo sciopero generale. Nonostante ciò, in breve tempo anche tra i capi socialisti si poté assistere a una parziale inversione di tendenza. Il primo leader socialista a cambiare orientamento fu lo stesso Mussolini che, dopo il suo famoso articolo Dalla neutralità assoluta alla neutralità attiva ed operante, si dimise da direttore dell'Avanti! per fondare Il Popolo d'Italia, un quotidiano che assunse fin da subito il ruolo di "faro" della stampa anti-giolittiana, finanziato dai gruppi industriali interessati all'intervento. A fianco di Mussolini si schierò subito il direttore della rivista La Voce Giuseppe De Robertis, cui si aggiunsero varie riviste della destra nazionalista, come L'Idea Nazionale e Il Dovere Nazionale, che diedero voce alle faziosità anti-neutraliste e liberticide degli intellettuali nazionalisti come Enrico Corradini, Francesco Coppola, Luigi Federzoni, Maffeo Pantaleoni, i quali con le loro invettive anti-neutraliste offrirono una sponda politica ideale a Gabriele D'Annunzio durante il cosiddetto "radioso maggio".

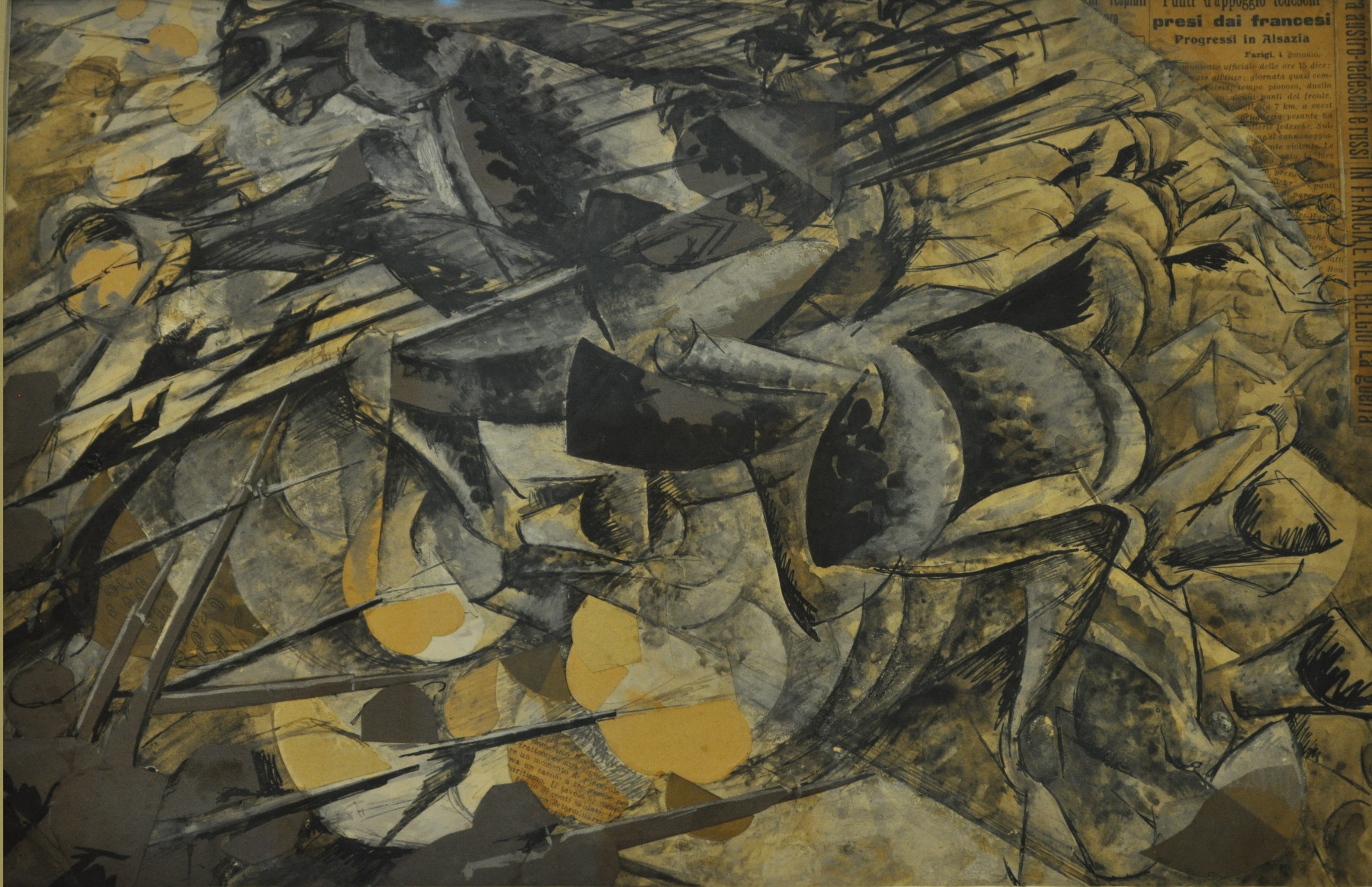
Anche la pittura diede un contributo alla causa interventista: esempio è il dipinto Carica di Lancieri, di Umberto Boccioni, del 1915

Durante i giorni di maggio 1915 la stampa assunse un ruolo fondamentale per entrambi gli schieramenti ma, mentre lo scollamento politico dei neutralisti si rispecchiò anche nella stampa neutralista, che non riuscì mai a essere incisiva, i quotidiani interventisti diedero vita a delle campagne di stampo sovversivo e diffamatorio, dirette dagli intellettuali interventisti e dalle correnti politiche e industriali che appoggiavano l'intervento. In questo senso un ruolo fondamentale fu quello della rivista Lacerba, condotta da Ardengo Soffici, Giuseppe Prezzolini e, in parte, da Piero Jahier, che nei giorni "caldi" del "radioso maggio" condusse una campagna denigrante e di mobilitazione emotiva, che sfociò in invettive volgari contro Giolitti e i neutralisti. Nell'articolo Trionfo della merda Soffici inveì contro il governo, definendolo come la «quintessenza di questa materia fecale», contro il quale bisognava ricorrere alle armi se «non vogliamo che l'Italia piombi al livello della più vergognosa fra le nazioni».
Questa sovversione risuonò fortemente negli ultimi numeri di Lacerba del maggio 1915, quando, per eliminare ogni ultima possibilità di trattativa dei giolittiani, apparvero articoli accusatori e sovversivi: «[...] si sta tentando a Roma la più immonda infamia [...] un uomo, nel quale s'impersona la corruzione parlamentare di vent'anni, pretende d'esser l'arbitro e il padrone d'Italia», e se la guerra, per colpa di Giolitti, dovesse essere evitata «sarebbe necessaria la rivoluzione e la guerra civile». L'apporto dei giornali fu dunque determinante in quei giorni di maggio e, se le riviste come Lacerba nacquero nel principio come organi totalmente politici, anche gli organi di informazione più diffusi, come il Corriere della Sera di Luigi Albertini, col tempo si fecero portavoce del partito liberale, interpretando il blocco moderato governativo che dalla neutralità si schiererà, durante i mesi, per l'intervento, dimostrando come l'idea di informazione neutra fosse decaduta a favore degli orientamenti della classe dirigente.

### Il Patto di Londra

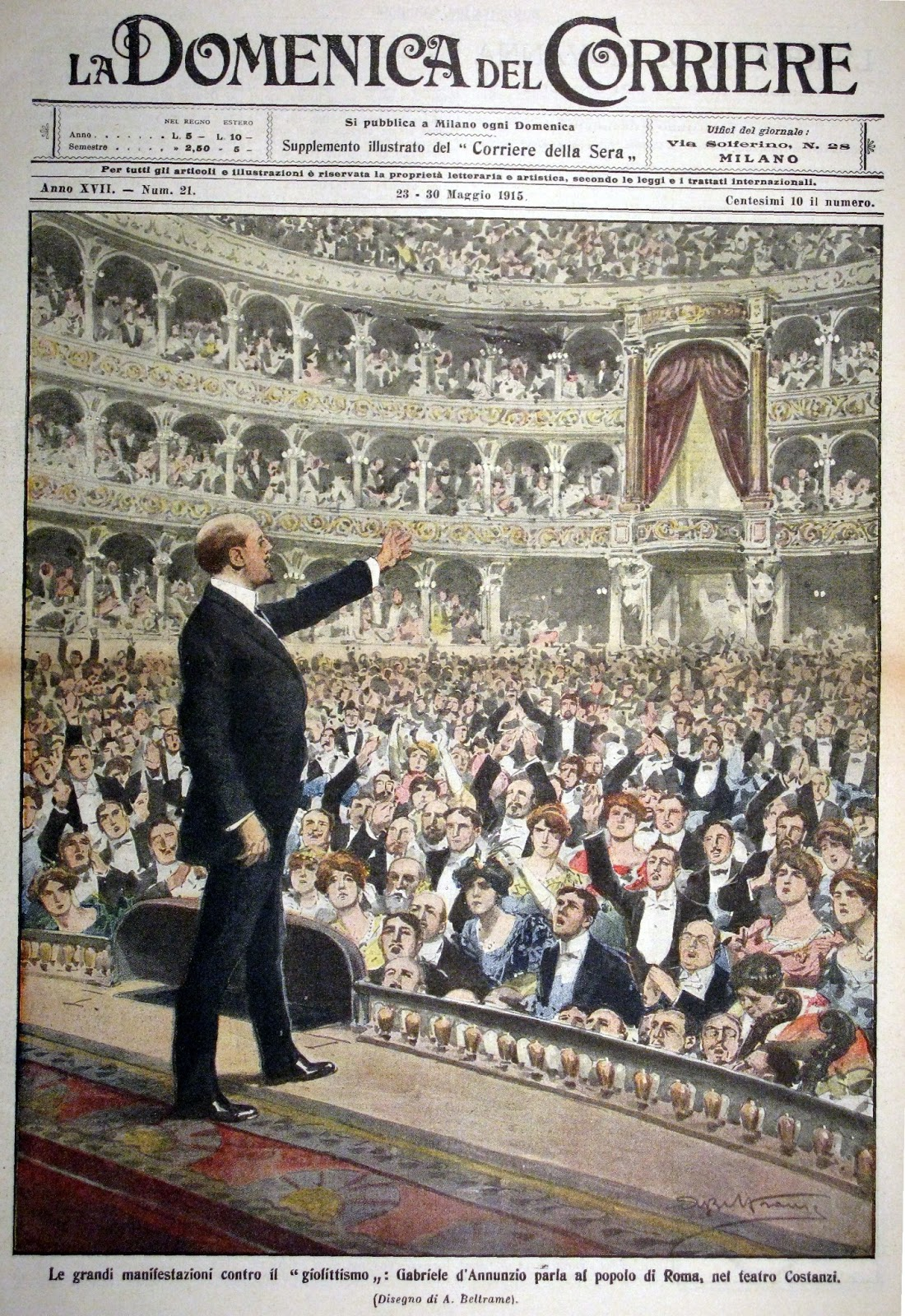
Gabriele D'Annunzio parla contro il "giolittismo" al teatro Costanzi di Roma (copertina della Domenica del Corriere, maggio 1915)

A cavallo tra la fine del 1914 e l'inizio del 1915, la classe dirigente italiana appariva ancora in condizione di riunificarsi e di trovare nel paese un vasto consenso sociale nell'eventualità di acquisti territoriali a spese dell'Impero austro-ungarico, che gli interventisti democratici potevano appoggiare in chiave irredentista, mentre i salandrini, in nome del "sacro egoismo" basato sui meri interessi, e i giolittiani, in nome del principio del "parecchio" basato sulle concessioni massime ottenibili dalle potenze centrali. Il dualismo fra la destra liberale che deteneva la maggioranza nel governo e il potere "materiale" detenuto da Giolitti, dovuto al notevole capitale di uomini e di relazioni nazionali e internazionali accumulate dallo statista nel corso dei decenni, fece sì che questi diventasse il polo extra-governativo di molteplici attese e pressioni.
In Italia molti speravano in Giolitti, soprattutto la maggioranza che desiderava tenere l'Italia fuori dalla guerra, mentre fuori dal paese finirono per riferirsi a lui gli ambasciatori degli Imperi centrali, che speravano di scongiurare l'entrata in campo di un avversario in più. Il capo presunto dell'opposizione neutralista - il socialista Filippo Turati - scrisse ad Anna Kuliscioff ai primi di marzo: «In guerra non si va [...] Ma la guerra nessuno la vuole, come non si vuole il cholera [sic] - semplicemente». Il 10 marzo Turati scrisse ancora: «Oggi si dava per sicuro il contratto con Bernhard von Bülow e coll'Austria: Trentino, rettifica confine all'Isonzo, Trieste neutralizzata. Non me ne intendo, ma mi sembrano bubbole solenni. Di positivo c'è la visita di Salandra a Giolitti, pare per consiglio del re, perché Giolitti essendo il vero capo della maggioranza gli ambasciatori con Salandra e Sonnino non trattano affatto non credendoli responsabili».

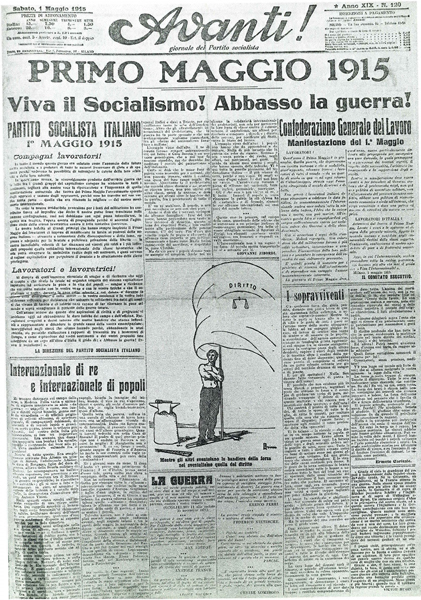
La prima pagina pacifista del numero del Primo maggio 1915 dell'Avanti!

Giolitti divenne quindi agli occhi degli interventisti l'«uomo dei tedeschi»; in questo contesto fu una celebre lettera scritta in nome del "parecchio" che Giolitti fece pubblicare su La Tribuna, quotidiano giolittiano per eccellenza, a gettare benzina sul fuoco: «Non credo sia lecito portare il paese alla guerra per sentimentalismo verso gli altri popoli. Per sentimento ognuno può gettare la propria vita, non quella del paese. Ma quando fosse necessario non esiterei nell'affrontare la guerra, e l'ho provato. Credo molto [nel testo del giornale il "molto" fu mitigato in "parecchio"], nelle attuali condizioni dell'Europa potersi ottenere senza guerra».
Il senso delle parole di Giolitti stava nella possibilità, da parte italiana, di ottenere diplomaticamente "parecchio" dall'Austria-Ungheria, cioè le terre irredente, senza entrare in guerra. Ma in quel periodo queste parole furono percepite come eresia antinazionale, e in un clima già surriscaldato questo invito alla ragione fu del tutto travisato. L'Austria inoltre non colse l'occasione per utilizzare la sponda giolittiana per i suoi interessi, e continuò con la sua politica di atteggiamenti negligenti e dilatori nei confronti delle esigenze italiane, scoraggiando da una parte chi lavorava per una trattativa e favorendo dall'altra sia gli interventisti, sia l'altra trattativa che portavano avanti Salandra e Sonnino con l'Intesa. Questi, proprio perché non pensavano a una guerra di principi, ma di interessi e di potenza, non furono del tutto indifferenti ad altre ipotesi diplomatiche, né poterono permettersi di rimandare le ipotesi di accordo con l'Intesa.
Già in precedenza non erano mancati contatti diplomatici, ma da marzo i contatti con il Regno Unito accelerarono – e nonostante i tentativi di mediazione dei tedeschi tra l'Italia e l'Austria – le potenze dell'Intesa garantirono all'Italia maggiori vantaggi in cambio dell'entrata in guerra rispetto alle concessioni che venivano date dall'Austria. All'epoca, le previsioni dello stato maggiore italiano non contemplavano ciò che in realtà successe, e nessuno poteva immaginare quanto sanguinosa potesse essere la guerra per l'Italia; così il 26 aprile 1915 venne stipulato il Patto di Londra (allora segreto), che impegnava l'Italia a entrare in guerra entro un mese, e gli garantiva il Trentino, il Sud Tirolo con il confine al Brennero, Trieste, l'Istria sino al Quarnaro (ma senza Fiume), la Dalmazia, un protettorato in Albania e concessioni indefinite in caso di disgregazione dell'Impero ottomano e guadagni coloniali da parte britannica e francese. È evidente come le trattative fecero sì che alla fine le motivazioni che portarono l'Italia a schierarsi a fianco dell'Intesa furono un coacervo, in cui le motivazioni risorgimentali e libertarie di alcuni furono costrette a confondersi con il «sacro egoismo» della vecchia destra e con le propensioni imperialistiche della nuova, incarnata da Mussolini e D'Annunzio, che vedevano nelle minoranze agguerrite, "padrone delle piazze", l'arma per arrivare al potere. Tutto il contrario rispetto alla vecchia destra dei notabili, che fu sempre diffidente nei confronti delle masse e pensò fino all'ultimo di poter governare a prescindere dalla volontà della piazza, la quale invece fu il fattore fondamentale per la riuscita dei piani di Salandra.

## Gli avvenimenti di maggio

### Il discorso di Quarto

Fotografia d'insieme dell'area di Quarto dei Mille durante il discorso di D'Annunzio

Il 5 maggio 1915, in seno alle imponenti manifestazioni che si svolsero a Genova in occasione delle celebrazioni del Primo maggio, due cortei composti in tutto da circa 20 000 persone, cui si aggiunse una gran folla assiepata nelle strade, raggiunsero l'area dello scoglio di Quarto da cui partì l'impresa di Giuseppe Garibaldi, e dove era programmata l'inaugurazione del monumento dedicato alla spedizione garibaldina del 1860. In quei giorni poche persone erano a conoscenza del patto di Londra, anche se è facile ritenere che l'imminenza di una prossima entrata in guerra fosse di dominio pubblico, dato che un esercito non può prendere posizione in forma clandestina. Eppure quel giorno le speranze degli interventisti di vedere il re all'inaugurazione vennero deluse, poiché né il capo dello Stato né il governo volevano scoprire le proprie carte. A tenere l'orazione ufficiale della commemorazione fu chiamato Gabriele D'Annunzio, allora un'autentica celebrità per il pubblico. D'Annunzio aveva inaugurato la nuova figura dell'intellettuale abituato a comparire sugli scenari della vita pubblica, a dettare aspetti della moda, a influenzare i comportamenti collettivi e a usare i mezzi di comunicazione di massa. Quando aveva accolto l'invito a tenere la sua orazione pubblica, egli non poteva sapere che il giorno prima - 4 maggio - l'Italia si sarebbe ufficialmente ritirata dalla Triplice Alleanza (passo decisivo verso l'intervento) dopo essere rimasta per otto giorni, cioè dalla firma del Patto di Londra il 26 aprile, alleata contemporaneamente con entrambi i blocchi in guerra. L'annuncio non era ancora stato dato, ma l'entusiasmo degli interventisti, che ora «andavano incontro al loro vate per preparargli una oceanica adunata», era molto alto.

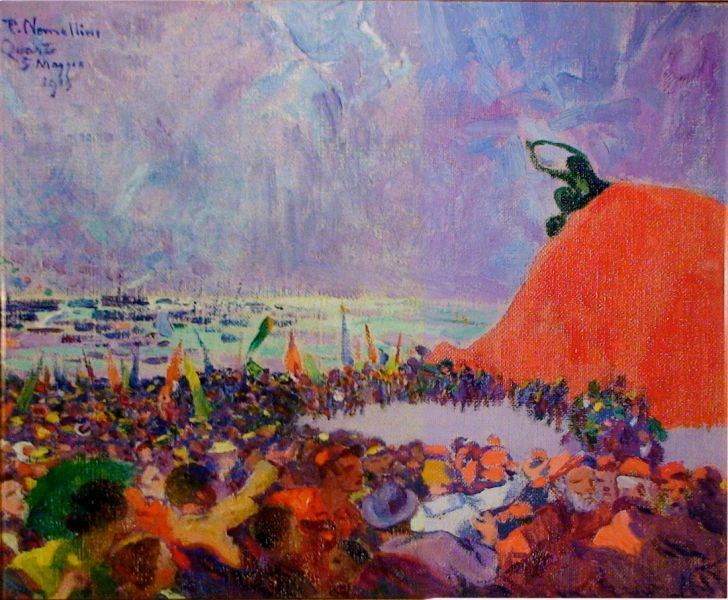
La manifestazione del 5 maggio 1915 in un dipinto di Plinio Nomellini

La performance di D'Annunzio fu all'altezza della sua fama; il discorso fu teso a circondare l'evento di un alone di sacralità, e il timbro principale fu dunque quello religioso, e religiosi - anzi biblici - furono molti dei rimandi simbolici e delle movenze ritmiche dell'orazione. Tutto il discorso fu pieno di riferimenti mistici, riprendendo la simbologia classica e cristiana, con continue allusioni al fuoco sacro simbolo di rigenerazione, di ardore guerresco e di eroismo, di fusione tra la vita e la morte. Con voce lenta e gesti ispirati cominciò a scandire il suo appello alla folla accalcata attorno al palco: «Voi volete un'Italia più grande non per acquisto, ma per conquisto, non a misura, ma a prezzo di sangue e gloria... O beati quelli che più danno perché più potranno dare, più potranno ardere... Beati i giovani affamati di gloria, perché saranno saziati...».
D'Annunzio diede forma agli umori di un'Italia convinta di poter contare in Europa spinta dall'affermazione della sua identità, nella quale nulla appariva più esecrabile alle giovani generazioni del vecchio modo di concepire la vita rappresentato dalla politica paziente di giolittiana memoria, alla quale andava contrapposto il bisogno di bellezza, di grandezza e di cambiamento. Tutto ciò fu rappresentato alla perfezione da D'Annunzio, il quale entrava in rotta di collisione con la vecchia Italia, prudente e appartata, che la classe dirigente liberale aveva forgiato e che ora sembrava attardarsi colpevolmente di fronte alla guerra. Durante l'orazione le ovazioni salirono senza sosta, e D'Annunzio si abbandonò a una vera e propria orgia oratoria, che oltre tutto dettò il modello a uno stile tribunizio destinato ad avere molto successo in Italia. Il discorso divenne un vero e proprio dialogo con la folla: «Udite, udite: la Patria è in pericolo, la Patria è in un punto di perdimento. Intendete? Avete inteso?», e la folla «Siii...». Il poeta quindi ribatté: «Questo vuole il mestatore di Dronero [ovvero Giolitti, eletto nel collegio di Dronero]!...», e la folla: «A morte!». Grazie al suo fiuto, D'Annunzio aveva subito intuito il bersaglio contro cui incanalare e scaricare le passioni della piazza.
Inizialmente caratterizzati da accenti "aulici" e poetici, i discorsi di D'Annunzio divennero via via sempre più violenti e intimidatori, soprattutto durante le giornate romane, dal 12 al 20 maggio, dove il linguaggio "aulico" e di riconciliazione nazionale lasciò il posto a una vera e propria invettiva anti-giolittiana e anti-governativa. In questo contesto vennero accentuati da D'Annunzio i richiami rivoltosi al "popolo", che venne così chiamato in causa per «impedire l'orribile assassinio» e contro «il tradimento» di un «pugno di ruffiani» capeggiati dal «vecchio boia labbrone». Il poeta diede un enorme impulso verso una ricerca e una colpevolizzazione di un "nemico interno", ossia il "disfattista", contro il quale gli interventisti - auto-definendosi rappresentanti del paese reale - si contrapponevano per il bene della nazione. D'Annunzio nelle sue giornate genovesi si preoccupò di elevare la guerra a un concetto religioso e di sacralità, sottraendola in tal modo al giudizio politico dei cittadini, chiamati al dovere di unità all'interno di una sorta di "corpo mistico" formato dalla Chiesa e dallo Stato. Questa sacralità venne in qualche modo capitalizzata quando venne chiamata in causa durante le giornate romane, nelle quali il poeta-vate la utilizzò per mobilitare gli animi in senso bellicista, interpretando le decisioni del governo o a stimolo delle decisioni politiche del governo stesso.

### Giolitti arriva a Roma

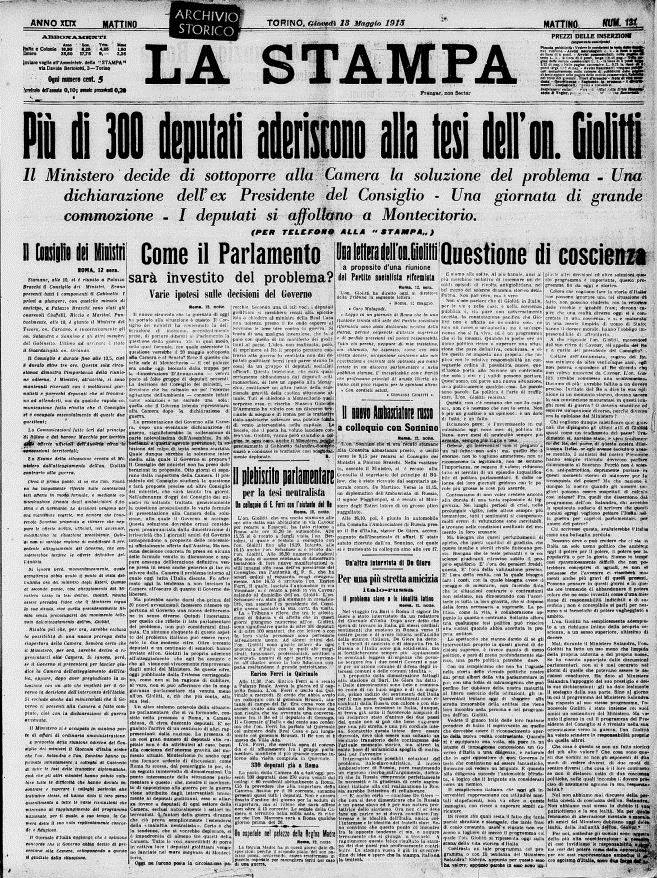
Prima pagina de "La Stampa" del 13 maggio, con la notizia della solidarietà dei deputati a Giolitti

I giorni fra il 5 e il 13 maggio furono molto intensi sul piano politico, in cui si verificarono due situazioni molto significative: l'arrivo di Giolitti a Roma a Camere chiuse e la dimostrazione della persistente fedeltà dei parlamentari giolittiani, con il celebre espediente dei circa 300 biglietti di visita recapitati allo statista nella sua abitazione romana.
Appena arrivato nella capitale il 5 maggio, Giolitti fu informato dallo stesso Salandra che il Patto di Londra era stato firmato e il re lo aveva personalmente avallato; Giolitti, appresa la notizia, si abbandonò alle più fosche previsioni e il giorno seguente si presentò a cospetto del re, al quale ribadì che il Paese non era in grado di affrontare una guerra, che le forze armate non erano pronte e che la maggior parte del Paese non era a favore dell'ingresso nel conflitto. Pertanto, secondo Giolitti, il Patto andava revocato. Il re, che si era esposto in prima persona e che temeva di perdere la faccia, rispose che non poteva farlo, ma ventilò la possibilità di abdicare a favore del cugino Duca d'Aosta. Giolitti, intimorito da un gesto tanto clamoroso che avrebbe potuto far sprofondare il paese nel caos politico, ribatté che non serviva ricorrere a un atto così estremo: bastava che la Camera, riconfermandogli la fiducia, desse mandato al governo di revocare il Patto e riprendere le trattative con l'Austria, ormai pronta a cedere su tutto pur di conservare l'alleanza con l'Italia. Subito seguì un incontro con Salandra, dove Giolitti ribadì i medesimi concetti espressi al re, confermando la sua idea: un voto alla Camera che, confermando la neutralità, desse mandato al governo di riprendere i negoziati con l'Austria, liberandosi dagli impegni con l'Intesa. Secondo Giolitti non c'era bisogno di una "crisi", perché la Camera ignorava questi impegni, e quindi il governo poteva restare in carica. Salandra si disse d'accordo sul voto alla Camera, ma insisté sulla necessità delle dimissioni. Giolitti non voleva il potere e sapeva che, anche se avesse vinto alla Camera, avrebbe perso nelle piazze, ormai in completa balìa della minoranza interventista.
Lo spauracchio del "parecchio" intimorì nuovamente gli interventisti e, nel mentre, i neutralisti misero in giro la voce che «l'Austria ci farebbe adesso delle concessioni tali da accontentare il più frenetico degli imperialisti italiani». L'11 maggio su La Stampa uscirono, assieme alla notizia degli sbarchi anglo-francesi nei Dardanelli e della trionfale avanzata austro-tedesca in Galizia, anche le ultime allettanti offerte austriache e, secondo il giornalista Indro Montanelli, questo fece sì che per un breve periodo di tempo i neutralisti si sentirono incoraggiati e rialzarono la testa quanto bastava per mettere in crisi il governo. Lo stesso giorno Mussolini su Il Popolo d'Italia, nella sua feroce invettiva Abbasso il Parlamento!, ironizzò: «Nuove speranze risorgono nei cuori dei più incarogniti triplicisti». Il giorno seguente lo stesso Mussolini, nel suo pezzo Il delitto, accusò Giolitti di avere, con la sua iniziativa parallela a quella del governo in carica, «diviso il paese mentre stava unificandosi»: dalla metà di aprile, infatti, secondo Mussolini, «si era venuto formando uno stato d'animo di fiduciosa attesa negli elementi interventisti e di passiva rassegnazione fra quelli neutralisti». Giolitti fu messo quindi al centro di una indignata e intensa campagna diffamatoria; Giuseppe Prezzolini lo definì -la «canaglia di Dronero», Gabriele D'Annunzio parlò invece di «mestatore di Dronero» e aggiunse che per Giolitti «la lapidazione, l'arsione, subito deliberate e attuate, sarebbero assai lieve castigo», mentre Ardengo Soffici lo descrisse come «ignobile, losco, vomitativo».

### La crisi di governo
I neutralisti avrebbero potuto votare per una sfiducia costruttiva al governo, e il candidato più probabile alla successione era per forza di cose lo stesso Giolitti, che da abile manovratore avrebbe aperto all'ala socialista, tenendo in mano le redini del governo. Il 12 maggio ci fu un lungo e laborioso Consiglio dei Ministri in cui fu deciso di sondare gli umori della Camera prima della sua riapertura fissata al giorno 20. Fu un convulso intrecciarsi di incontri e colloqui, al termine dei quali risultò che la maggioranza era larga, ma era per la neutralità. Alcuni ministri consigliarono a Salandra di non tirarsi indietro, ma il presidente del consiglio si schermì, dicendo che la sua sconfitta sarebbe stata anche la sconfitta del re, e preferì rassegnare subito le sue dimissioni.
Questo fatto scatenò la reazione degli interventisti e in tutto il paese, col concorso dei maggiori organi di stampa e degli intellettuali, primo fra tutti D'Annunzio, da più parti si levarono grida di tradimento. In quest'ottica il Parlamento appariva svuotato ed esautorato da ogni funzione rappresentativa, dal momento che si muoveva in controtendenza rispetto a quella che veniva arbitrariamente considerata dai nazionalisti la "volontà nazionale". Parallelamente si verificò un'ondata di manifestazioni interventiste, che si sollevarono in tutto il paese non appena si ebbe notizia delle dimissioni del governo. Proprio quella sera, quando la notizia non era ancora trapelata, D'Annunzio stava arringando le folle di Roma, appellandosi a delle "squadre" di patrioti, che infatti si formarono spontaneamente per prendere d'assalto l'abitazione di Giolitti. La polizia dovette circondare e proteggere l'abitazione per salvaguardare l'incolumità dello statista, il quale il giorno seguente ricevette in segno di solidarietà circa 300 biglietti di visita dei deputati. Il gesto non andava tanto all'uomo, quanto all'istituzione che rappresentava, in quel momento sotto attacco dalle spinte eversive e anti-parlamentari della piazza. Il 13 maggio, con un infuocato comizio gridato da una finestra dell'albergo Regina in via Veneto, D'Annunzio incitò la folla a far giustizia sommaria del "mestatore di Dronero", «quel vecchio boia labbrone le cui calcagna di fuggiasco sanno la via di Berlino», che «tenta di strangolare la Patria con un capestro prussiano».

Grande dimostrazione interventista in Piazza del Nettuno a Bologna

A queste pressioni risposero manifestazioni neutraliste, specialmente in Toscana ed Emilia-Romagna, dove si arrivò addirittura a scontri violenti, e a Torino, dove le manifestazioni neutraliste furono imponenti e portarono a uno sciopero generale contro la guerra. Generalmente però le manifestazioni interventiste furono più numerose e riguardarono in modo omogeneo tutta la penisola, interessando anche il Sud Italia che, fino ad allora, era rimasto perlopiù passivo. Parma, Padova, Venezia, Genova, Milano, Catania, Palermo e molte altre città videro cortei di diverse migliaia di persone percorrere le strade e manifestare a favore della guerra, ma l'epicentro della "sollevazione" interventista fu Roma, dove il clima fu particolarmente arroventato.
Come in tutto il "radioso maggio", il protagonista dell'oralità bellicista a Roma fu D'Annunzio, mentre i giornali lanciavano grida d'allarme e drammatizzavano in modo ultimativo la scena, soprattutto su Il Popolo d'Italia e sulla Idea nazionale. Spinte dalle forti campagne di agitazione interventista di Mussolini e dei gruppi nazionalisti, dall'arrivo di D'Annunzio nella capitale e dalla notizia delle dimissioni del governo, le dimostrazioni presero una piega nettamente eversiva. L'uso di toni scurrili e di una propensione all'aggressione fisica e verbale degli avversari, esasperata dagli appelli alla violenza degli interventisti, che incitarono addirittura all'omicidio come arma politica, fecero precipitare il clima politico in una sorta di guerra civile. Cominciò a farsi strada l'idea che contro i recalcitranti non vi fosse altro linguaggio utile che la violenza. A conferma di ciò si può citare l'asserzione del poeta-vate nell'Arringa al popolo di Roma in tumulto, la sera del XIII Maggio MCMXV: «Compagni, non è più tempo di parlare ma di fare; non è più tempo di concioni ma di azioni, e di azioni romane. Se considerato è come crimine l'incitare alla violenza i cittadini, io mi vanterò di questo crimine, io lo prenderò sopra me solo. [...] Ogni eccesso della forza è lecito, se vale ad impedire che la Patria si perda. Voi dovete impedire che un pugno di ruffiani e di frodatori riesca a imbrattare e a perdere l'Italia».
I discorsi di D'Annunzio a Roma furono pronunciati con lo stesso stile, spesso spingendosi addirittura ad appellarsi ai giovani perché formassero delle squadre per non permettere ai parlamentari sospetti l'accesso alla Camera. In un discorso del 17 maggio la folla venne letteralmente aizzata da D'Annunzio, che da un balcone del Campidoglio asserì: «Questo è il vero parlamento», delegittimando quindi la classe politica. Secondo lo storico Isnenghi: «Non si trattava però di semplici libertà poetiche, ma toni liberamente intimidatori, adottati in quei giorni anche da un quotidiano politico molto vicino agli interessi finanziari e industriali, L'Idea Nazionale, che utilizzò uno stile ugualmente intimidatorio e potenzialmente omicida». I giorni più "caldi" per gli interventisti si ebbero tra il 13 e il 16 maggio, cioè nei giorni tra le dimissioni di Salandra e la decisione del re di respingerle, durante i quali i quotidiani di estrema destra «si permisero di premere sul sovrano, con toni che sfiorarono l'accusa di tradimento».
Le dimissioni del governo avevano creato un temporaneo vuoto di potere, ma gran parte del paese era all'oscuro degli avvenimenti che incalzavano a Roma. In quei giorni le squadre scesero per le strade e si impadronirono delle piazze. Lo sciopero generale chiamato dai socialisti riuscì solo a Torino, dove ci furono scontri con morti e feriti, ma D'Annunzio a Roma e Mussolini e Corridoni a Milano avevano in pugno le città. Intanto gli atteggiamenti intimidatori nei confronti dei personaggi politici neutralisti raggiunsero il culmine. Come riportò il giornalista Giovanni Ansaldo, «il 14 maggio a Roma il ministro neutralista Pietro Bertolini, mentre transitava in tram per piazza Colonna, rimase vittima di una violenta dimostrazione ostile da parte di elementi interventisti, i quali al grido di «Abbasso i ministri di Bülow!» aggredirono il ministro e tre ufficiali di cavalleria accorsi a difenderlo». Mentre Luigi Facta «fu bersaglio di ingiurie lanciategli per strada, Vito Antonio De Bellis fu schiaffeggiato e il senatore Enrico Ferri fu colpito al viso da un bicchiere di vetro. Gli interventisti ormai dominavano nelle piazze del centro delle città e, nonostante nei sobborghi prevalesse il neutralismo, furono le piazze gli epicentri decisionali».
Nei quattro giorni in cui si svolsero le consultazioni per decidere chi incaricare della formazione del nuovo governo, la febbre interventista non smetteva di crescere. Subito dopo le dimissioni, Salandra e il re si incontrarono per decidere, ufficialmente, un successore meglio qualificato e, visto il rifiuto di Giolitti, convennero d'interpellare Paolo Carcano o Giuseppe Marcora. Entrambi declinarono; il Parlamento non voleva l'intervento, ma non riusciva a incaricare un uomo disposto ad assumersi la responsabilità di rifiutarlo. Ed è proprio su questo che Salandra e il re contarono. In quei giorni si susseguirono consultazioni febbrili tra i diplomatici, mentre per le strade gli interventisti si facevano sentire a gran voce. Il 18, convinto ormai della inevitabilità dell'intervento, Giolitti lasciò la capitale, ritirandosi a Cavour e appartandosi dalla politica per tutto il periodo della guerra. Intanto nella capitale D'Annunzio gridava agli studenti romani: «Appiccate il fuoco! Siate incendiari intrepidi della grande Patria!» e i giovani non se lo fecero ripetere due volte. A un diplomatico tedesco Roma parve «una città in preda al terrore» e fu proprio questo terrore che permise al re di respingere le dimissioni e richiamare Salandra al governo, dando con ciò via all'intervento.

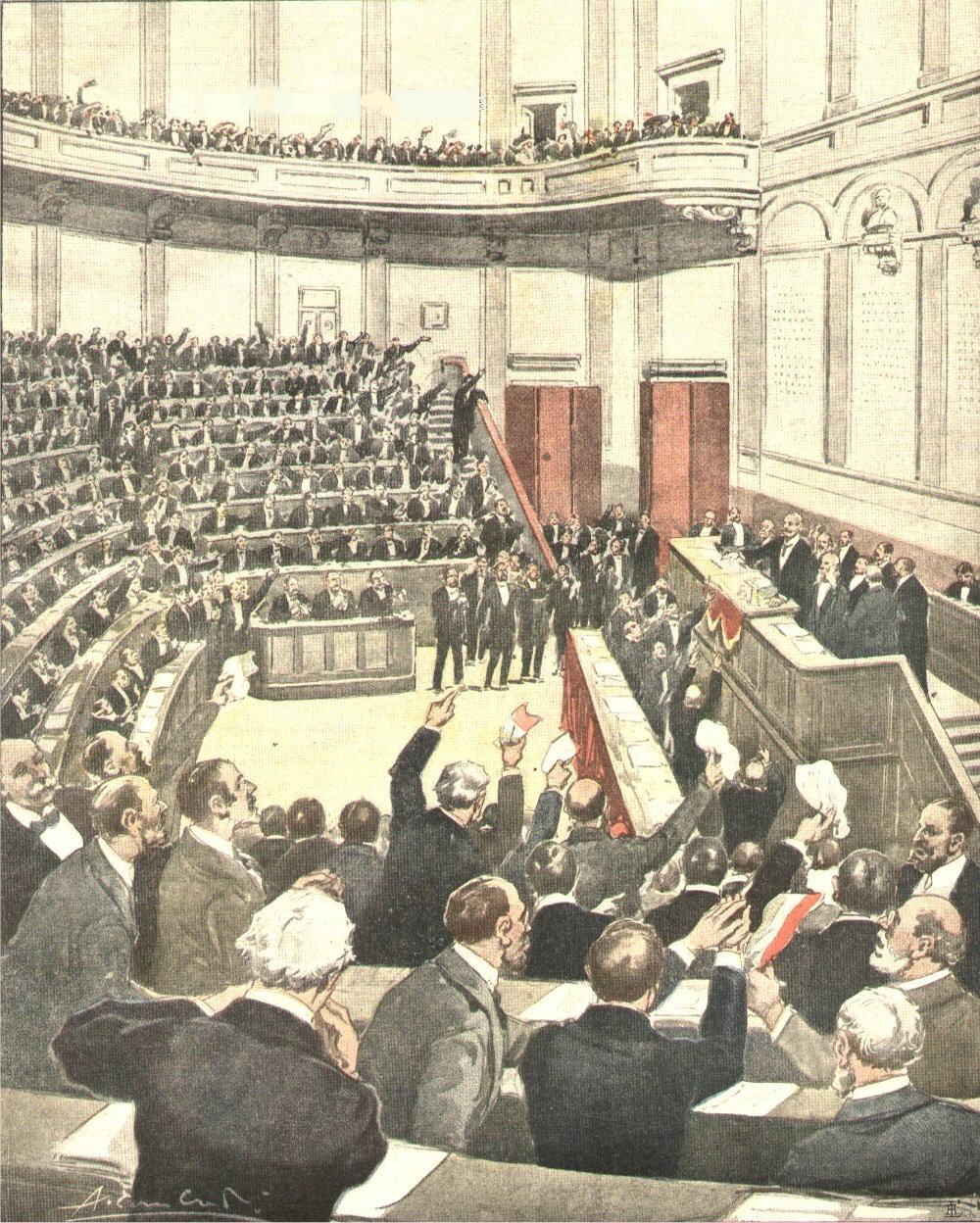
Acclamazione alla Camera, il 20 maggio 1915, per il voto che conferisce pieni poteri al governo in vista dell'entrata in guerra dell'Italia

### Il governo ratifica l'intervento
A chiudere il cerchio fu quindi l'iniziativa della monarchia, ormai apertamente a favore della guerra, la quale, anziché prendere atto dell'orientamento della maggioranza parlamentare e incaricare Giolitti di formare un nuovo governo, diede nuovamente l'incarico a Salandra. Fu una sfida aperta al Parlamento, in linea con le pressioni eversive della piazza. Alla notizia del ritorno di Salandra, l'entusiasmo si alzò ai massimi livelli e, dal balcone del Campidoglio, D'Annunzio librò sulla testa della folla la spada di Nino Bixio e teatralmente la baciò, gridando: «L'onore della patria è salvo. L'Italia è liberata. Le nostre armi sono le nostre mani. Non temiamo il nostro destino ma vi andiamo incontro cantando. [...] Tutto il resto è infezione straniera propagata in Italia dall'abbietta giolitterìa...». Il 18 maggio Bülow compì un ultimo disperato tentativo di mediazione, offrendo altre concessioni e mobilitando papa Benedetto XV per caldeggiarle. Ma, anche se avesse voluto, Salandra non avrebbe avuto tempo per prenderle in considerazione.
Dal canto suo, Giolitti si rese conto che andare fino in fondo, assumendosi la responsabilità di formare un nuovo governo, avrebbe comportato uno scontro con la Corona senza precedenti e dalle conseguenze imprevedibili; così, sotto le pressioni delle azioni eversive della piazza, il 20 maggio il Parlamento si riunì. Salandra chiese i pieni poteri, sebbene la richiesta di questi poteri fosse in realtà la richiesta del potere di dichiarare la guerra, e il solo Turati si alzò per fare opposizione. Egli, in un commosso intervento che fu allo stesso tempo un'ammissione d'impotenza, dichiarò: «Noi restiamo socialisti. [...] Faccia la borghesia italiana la sua guerra [...] nessuno sarà vincitore, tutti saranno vinti». I 300 giolittiani tacquero e al momento del voto si schierarono con il governo, dandogli una maggioranza di 407 voti contro 74. Fu l'abdicazione alla volontà della piazza, che a sua volta aveva abdicato alla volontà di una minoranza.
Il governo ratificò la decisione dell'intervento e il 24 maggio l'Italia entrò ufficialmente in guerra, in un vortice di situazioni che offrono molti argomenti per dare peso alla tesi del "colpo di Stato", inteso come violazione delle regole costituzionali o, almeno, della volontà parlamentare da parte della monarchia. La scelta del re scavalcò queste regole e si mise dalla parte della sovversione, violando la tradizione democratico-parlamentare che aveva presieduto alla vita dello Stato liberale fino a quel momento. La cosa si sarebbe ripetuta poi nel 1922 di fronte all'azione sovversiva delle squadre d'azione mussoliniane, dove l'azione del re di fatto legittimò i sediziosi e conferì l'incarico di governo allo stesso Mussolini che li capeggiava.

### Le immediate reazioni politiche e popolari

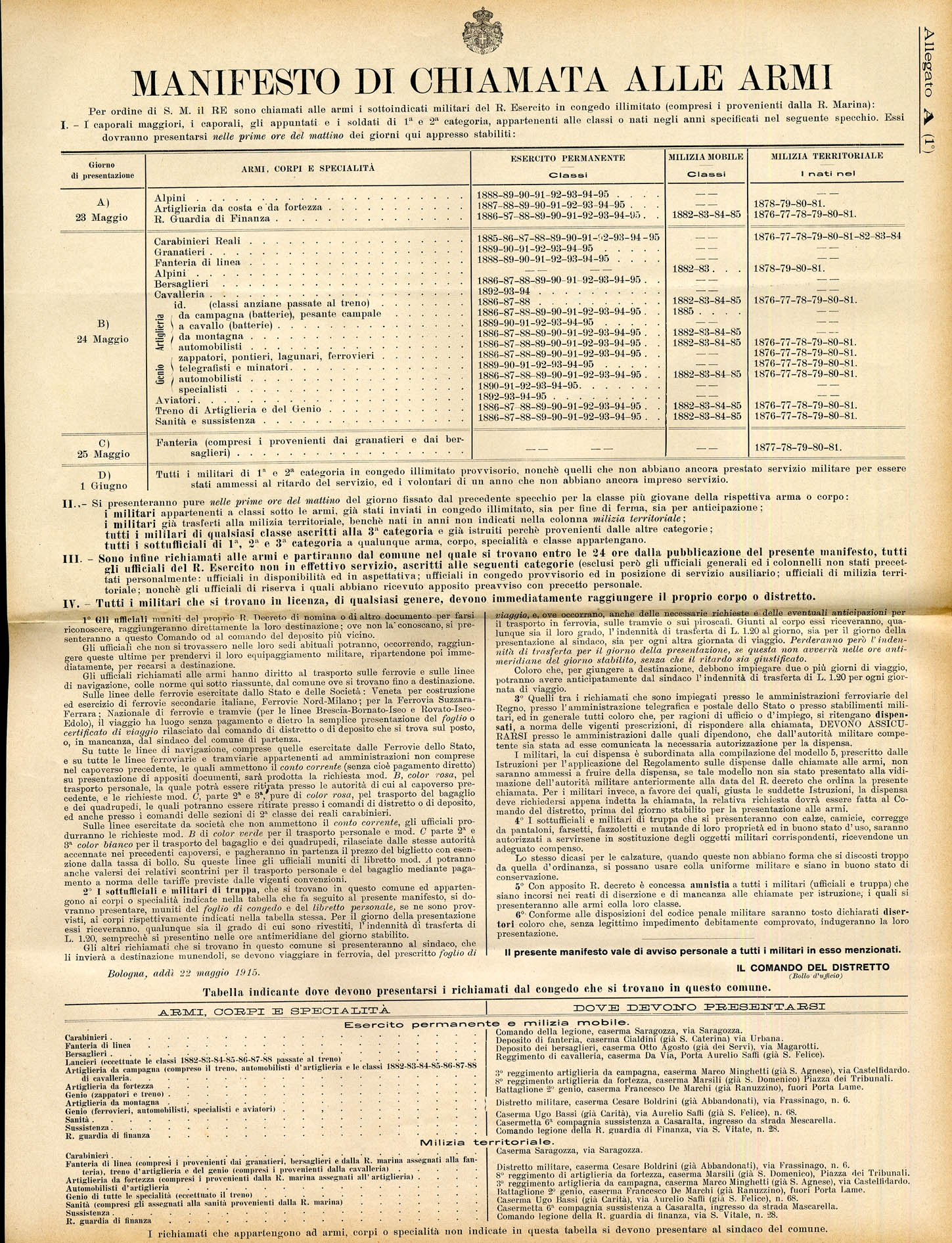
Manifesto di chiamata alle armi per il Regio Esercito, emesso il 22 maggio 1915

All'alba del 24 maggio l'Italia diede inizio alle ostilità, e l'agitazione delle settimane precedenti, dove il paese risultava spaccato in due e dove si videro ostilità tra i due schieramenti e tumulti di piazza in un clima molto simile alla guerra civile, si placò. Ciò fu provocato non tanto a causa dei silenzi che la censura sulla stampa o le leggi di pubblica sicurezza imposero alla nazione in guerra, quanto proprio per il turbamento e i disorientamenti provocati in tutti i partiti dalla nuova realtà della guerra. I neutralisti presero atto della propria sconfitta e l'ultima grande manifestazione di coloro che osteggiavano l'ingresso in guerra si svolse a Torino il 17 e 18 maggio, dopodiché le proteste contro l'intervento divennero sporadiche: qualche articolo di giornale, qualche sciopero di nessuna importanza, distribuzione di manifesti pacifisti e poco altro. Il Partito Socialista espresse fin da subito la sua moderazione, adottando ufficialmente la formula del «non aderire né sabotare», e i suoi principali esponenti, Claudio Treves e Filippo Turati, offrirono riservatamente al Presidente del Consiglio la loro collaborazione per avvicinare le masse alla causa nazionale. I cattolici dichiararono che si sarebbero comportati da cittadini obbedienti alle leggi e moltissimi di loro, infatti, dimostrarono in vari modi di partecipare patriotticamente alla guerra. I più colpiti e disorientati apparvero i giolittiani, che mantennero un atteggiamento prudente e riservato, che però non impedì al loro capo di pronunciare, il 5 luglio, un patriottico discorso di devozione al re e di incondizionato appoggio al governo.

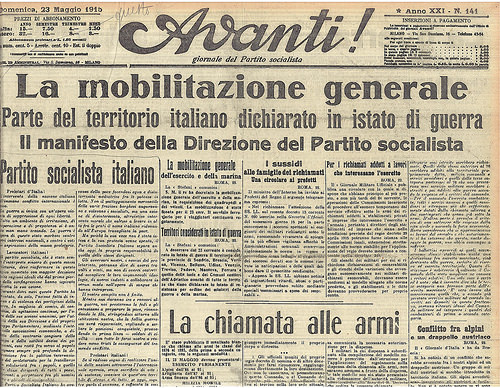
23 maggio: L'Avanti! riporta in prima pagina la notizia della mobilitazione generale

Non stupisce dunque se nei ricordi del presidente Salandra, le giornate di fine maggio poterono essere definite di «idillio nazionale, in molta parte sincero, in qualche parte imposto e subìto». Avendo escluso il ricorso a forme di opposizione violenta, i neutralisti tornarono in campo spinti da sentimenti patriottici o di mera opportunità politica, sostenuti tra l'altro dall'ottimistica previsione di un conflitto breve: in tal caso sarebbe stato poco conveniente trovarsi dalla parte sbagliata. Nazionalisti, cattolici, socialisti, salandrini, giolittiani scelsero quindi una linea di condotta basata sulla necessità politica, ma nelle città e nelle campagne le larghe masse scarsamente politicizzate rimasero sostanzialmente estranee al dibattito, mantenendo un atteggiamento indifferente - talvolta ostile - verso la guerra in atto. I rapporti che i prefetti inviarono al governo durante le «radiose giornate» di maggio confermarono l'ampiezza delle manifestazioni interventiste svoltesi in molte città, ma al tempo stesso ne annotarono i grossi limiti, sia perché le tendenze neutraliste risultarono assolutamente prevalenti in Toscana, Piemonte, in alcune provincie lombarde e nell'Emilia-Romagna (Parma esclusa), sia perché alle manifestazioni partecipò spesso un numero esiguo di persone, in gran parte giovani studenti. Anche nel Mezzogiorno si andarono ad affermare spinte interventiste, non tanto perché quello di Salandra era il governo «della guerra», ma soprattutto perché vi era la volontà di non far cadere un governo che veniva visto in opposizione al sistema giolittiano: era dal 1898 che i ministeri susseguitisi in Italia non erano stati presieduti da un politico meridionale e Salandra era il primo da molto tempo.

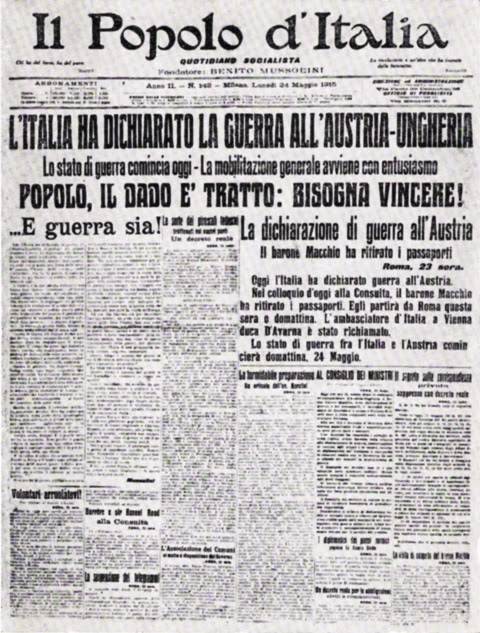
24 maggio: la prima pagina de Il Popolo d'Italia che annuncia la dichiarazione di guerra

Fondamentalmente il consenso popolare all'intervento, che fu certamente notevole in molti casi, mantenne però un atteggiamento di prudente attesa e di indifferenza, anche nel mondo cittadino. La città di Firenze, per esempio, dimostrò uno scarso entusiasmo sia durante le «radiose giornate», sia dopo la notizia dell'intervento, mentre molto più singolare fu l'atteggiamento che si riscontrò a Roma, la città che più di tutte si era distinta durante la campagna interventista. A metà maggio le piazze di Roma sembravano indubbiamente protese verso la guerra: eppure pochi giorni più tardi un ufficiale francese nella capitale inviò un rapporto sulle condizioni dello spirito pubblico a Roma, nel quale scrisse che la popolazione pareva disinteressata e senza l'atteggiamento patriottico e d'orgoglio che ci sarebbe aspettati nella capitale di un paese in guerra.
Certamente, però, il movimento delle "radiose giornate" aveva coinvolto solo le minoranze e, fin dal primo istante di guerra, dunque, nelle città come nelle campagne si sarebbe posto per il governo il problema di mobilitare le masse alla causa nazionale. La guerra europea che si stava profilando, infatti, non somigliava per niente ai conflitti bellici del passato, affidati alla perizia di eserciti professionali, ma richiedeva al contrario la partecipazione di tutti i cittadini, uomini e donne, sia negli eserciti, che contavano ora milioni di uomini, sia nelle fabbriche e in tutti i campi produttivi del paese. La guerra europea sarebbe stata quindi una guerra degli italiani per gli italiani, una guerra totale, di massa. Da questo punto di vista l'Italia appariva ancora molto impreparata rispetto alle grandi potenze europee; infatti le masse, in Italia, avevano iniziato a essere presenti da poco tempo nella realtà politica e sociale del paese. Rapide trasformazioni si erano succedute nell'ambiente politico italiano; i votanti erano passati da 1 900 000 delle elezioni del 1909 ai 5 100 000 delle elezioni del 1913. La partecipazione politica rimase però limitata a un numero assai ristretto di persone, mentre più ampia era la partecipazione sindacale, dove la Confederazione Generale del Lavoro raccoglieva circa 250 000 iscritti, contro gli appena 1500 iscritti che il Partito Socialista raccoglieva a Milano. Nel 1915 la trasformazione dell'Italia in una vera e propria società di massa era già cominciata, ma nella grande maggioranza degli esponenti politici mancava ancora la capacità di padroneggiare, e forse anche di immaginare le nuove tecniche di governo imposte dal nuovo tipo di società. Rappresentativo fu l'atteggiamento di Salandra, e degli uomini a lui vicini, di non voler valutare l'importanza di una mobilitazione delle masse, spinto soprattutto dalla vecchia educazione politica di quei dirigenti che li poneva in posizione di disagio e diffidenza nei confronti delle masse.
Accettare o addirittura promuovere il nuovo ruolo delle masse avrebbe significato, per questi dirigenti, abbandonare le concezioni politiche in cui credevano e grazie alle quali, in ultima analisi, avevano favorito l'intervento. Salandra, dal canto suo, non voleva accettare l'aiuto dei socialisti per non trovarsi in mezzo a una coalizione di sinistra. Le forze conservatrici che lo sorreggevano avevano voluto l'intervento anche e soprattutto per sbarazzarsi dei socialisti e per allontanare definitivamente dal potere. Giolitti che, con la sua politica della "mano tesa", a inizio Novecento si era avvicinato alla sinistra e alle masse popolari (ad esempio concedendo nel 1905 a Turati di far parte del governo e decidendo nel 1912 l'introduzione del suffragio universale maschile). Per Salandra la vittoria sarebbe potuta avvenire senza la partecipazione dei socialisti, con i quali non voleva spartire gli onori di un successo bellico che, in quel primo periodo, pareva poter arrivare dopo soli pochi mesi di guerra. La formula del "non aderire né sabotare" bastava al governo e anzi corrispondeva perfettamente al disegno politico in atto: i socialisti non diventavano né nemici né amici ai quali aprire un credito.
Dominava ovunque un'idea falsa di ciò che la guerra avrebbe potuto essere: non soltanto fra le persone in strada, ma anche fra coloro che avevano in mano la responsabilità delle decisioni, nei quali regnava l'idea di una "grande Libia". Ciò comportò diversi errori iniziali da parte del governo, come il mancato acquisto di adeguate forniture invernali, dovuti alle incomprensioni verso coloro che a maggio parlavano di guerra "dura e lunga", che si erano dissolte nel clima di superficiale ottimismo delle "radiose giornate".
Come ricordò Gioacchino Volpe: «Si aveva della guerra, in generale, solo quel vaghissimo sentore che si può avere di cose non conosciute, non sentite», e come riportò Otto Cima: «Molti cittadini, nel maggio, avevano esposto il tricolore, con l'intenzione di lasciarlo sui balconi fino al giorno dell'imminente vittoria. [...] In agosto sventolavano ancora una quantità di bandiere divenute irriconoscibili: i verdi si erano ingialliti, i rossi sbiaditi, i bianchi anneriti».

### Esplicative
1. ↑  Il leader del gruppo parlamentare socialista riformista Leonida Bissolati, dopo la dichiarazione di neutralità, scrisse al suo vice Ivanoe Bonomi che «bisogna preparare l'anima del proletariato italiano alla guerra», a riprova che per i riformisti la neutralità iniziale non fu altro che un atteggiamento tattico per scongiurare l'ipotesi di entrata in guerra a fianco delle potenze centrali. Vedi: Isnenghi-Rochat, p. 106
2. ↑  Ex cancelliere, incaricato di una missione diplomatica a Roma.
3. ↑  Questa espressione fa riferimento alla fortunata campagna militare che aveva visto l'Italia ottenere l'annessione della Tripolitania e della Cirenaica fu e occupare militarmente il Dodecaneso a seguito della guerra italo-turca. In quella occasione in Italia fecero la loro comparsa, per la prima volta in modo diffuso, espressioni retoriche e di esaltazione patriottica propagandate dalla stampa, dalle canzoni e dai movimenti nazionalisti, futuristi e sindacalisti, che vedevano nella guerra la possibilità di acquisire in ambito internazionale grandezza e autorevolezza. In quell'occasione fu scritta la canzone «Tripoli bel suol d'amore», che racchiudeva e sintetizzava l'esaltazione che caratterizzò la preparazione dell'opinione pubblica italiana alla guerra contro l'Impero ottomano, periodo molto simile concettualmente al "Radioso maggio" del 1915. Vedi: Ansaldo, pp. 311–312

### Bibliografiche
1. ↑  Gibelli, p. 64.
2. ↑  Gibelli, p. 65.
3. ↑  Rouzeau-Becker, pp. da 198 a 200.
4. ↑  Rouzeau-Becker, pp. 194–195, 202.
5. 1 2  Rouzeau-Becker, p. 202.
6. ↑  Rouzeau-Becker, p. 203.
7. 1 2 3  Isnenghi-Rochat, p. 102.
8. ↑  Isnenghi-Rochat, pp. 103–104.
9. ↑  Isnenghi-Rochat, p. 113.
10. ↑  Isnenghi-Rochat, p. 125.
11. ↑  Isnenghi-Rochat, pp. 107–108.
12. ↑  Montanelli, pp. 178–179.
13. 1 2  Isnenghi-Rochat, p. 138.
14. ↑   Mario Silvestri, Isonzo 1917, Bergamo, Bur, 2007,  pp. 16–17, ISBN 978-88-17-12719-6.
15. ↑   Mario Silvestri, Caporetto, una battaglia e un enigma, Bergamo, Bur, 2006,  pp. 5–6, ISBN 88-17-10711-5.
16. ↑   Analfabetismo, su treccani.it. URL consultato il 1º settembre 2024.
17. ↑  Biagioli-Severini, p. 94.
18. 1 2  Biagioli-Severini, p. 95.
19. ↑  Isnenghi-Rochat, pp. 105–106.
20. ↑  Isnenghi-Rochat, pp. 120–121.
21. 1 2  Isnenghi, p. 104.
22. ↑  Isnenghi, p. 105.
23. ↑  Isnenghi-Rochat, pp. 124–125.
24. ↑  Isnenghi-Rochat, p. 140.
25. ↑  Citazione tratta da F. Turati e A. Kuliscioff, 

Carteggio, 9 voll., raccolto da A. Schiavi, a cura di F. Pedone, vol. IV, 1915-1918. La grande guerra e la rivoluzione, t. I, Torino, Einaudi, 1977. Vedi: Isnenghi-Rochat, p. 141.
26. ↑   Giolitti, Giovanni, su treccani.it. URL consultato il 31 agosto 2024.
27. ↑  Isnenghi-Rochat, pp. 141–142.
28. ↑  Isnenghi-Rochat, p. 142.
29. 1 2  Isnenghi-Rochat, p. 143.
30. ↑  Isnenghi-Rochat, p. 139.
31. ↑  Gibelli, pp. 55–57.
32. ↑  Gibelli, p. 59.
33. ↑  Montanelli, p. 179.
34. ↑  Gibelli, p. 62.
35. 1 2  Montanelli, p. 180.
36. ↑  Gibelli, p. 63.
37. ↑  Isnenghi, p. 107.
38. ↑  Isnenghi, pp. 106–108.
39. 1 2 3 4  Isnenghi-Rochat, p. 144.
40. ↑  Montanelli, pp. 181–182.
41. 1 2  Montanelli, p. 183.
42. ↑   Paolo Mieli, L'indignazione contro Giolitti e quella di oggi, su archiviostorico.corriere.it, corriere.it, 2 febbraio 2003. URL consultato il 12 ottobre 2015 (archiviato dall'url originale il 1º gennaio 2016).
43. 1 2  Gibelli, pp. 65–66.
44. 1 2  Montanelli, p. 184.
45. 1 2   Emilio Gentile, Giolitti, Giovanni, su treccani.it. URL consultato il 12 ottobre 2015.
46. ↑  Ansaldo, p. 315.
47. ↑  Gibelli, pp. 68–69.
48. ↑  Gibelli, pp. 70–71.
49. ↑  Gabriele D'Annunzio, Per la grande Italia, Milano, Fratelli Treves Editore, 1915, pp. 73-74. Vedi: Isnenghi-Rochat, pp. 144–145.
50. ↑  Isnenghi-Rochat, p. 145.
51. ↑  Montanelli, pp. 184–185.
52. ↑  Ansaldo, p. 313.
53. ↑  Ansaldo, p. 314.
54. ↑  Montanelli, pp. 188–189.
55. 1 2  Gibelli, pp. 72–73.
56. ↑  Montanelli, pp. 189–190.
57. ↑  Isnenghi-Rochat, p. 111.
58. ↑   1915-1918. Il Parlamento e la guerra, su senato.it. URL consultato l'11 agosto 2024.
59. ↑  Melograni, pp. 3–4.
60. ↑  Melograni, p. 4.
61. ↑  Melograni, pp. 4–5.
62. ↑  Melograni, p. 6.
63. ↑  Melograni, pp. 6–7.
64. ↑  Melograni, pp. 7–8.
65. ↑  Melograni, p. 8.
66. ↑  Melograni, p. 9.
67. ↑  Melograni, pp. 10–11.
68. ↑  Citazione tratta da: G. Volpe, Il popolo italiano tra la pace e la guerra (1914-1915), Milano, Fratelli Treves Editore, 1940, p. 265 e O. Cima, Milano durante la guerra, noterelle in agrodolce di un Ambrosiano, Milano s.d., pp. 63-64. Vedi: Melograni, p. 12.